# Projet Vaccins Méningite
Le Projet Vaccins Méningite (mieux connu sous le nom de MVP pour Meningitis Vaccine Project) est né d'une initiative de l'Organisation mondiale de la Santé (OMS) qui, à la suite de l'épidémie dévastatrice de 1996-1997 en Afrique, a décidé de mettre tout en œuvre pour développer et introduire des vaccins conjugués capables de combattre et éliminer les épidémies de méningite à méningocoques en Afrique sub-saharienne.
En 2001, la Fondation Bill-et-Melinda-Gates octroyait 70 millions USD à l'organisation non gouvernementale PATH
et à l'OMS pour la création du Projet Vaccins Méningite/Meningitis Vaccine Project (MVP).
La mission du MVP est d’éliminer les épidémies de méningite en tant que problème de santé publique en Afrique sub-saharienne par le développement, la mise au point, l’introduction et l’utilisation à grande échelle de vaccins conjugués contre les méningocoques.